# Illecebrum verticillatum
El fálago o Illecebrum verticillatum es una planta anual de la familia Caryophyllaceae. Es nativa de las arenas húmedas de las landas en el oeste de Europa y de la región del Mediterráneo. Las diminutas flores blancas se agrupan a lo largo del tallo, formando un collar que inspira el nombre común.

## Descripción
Es una planta anual, rastrera, superior a 5 - 30 cm de altura, con flores de junio a octubre. Hojas opuestas, pseudo-verticiladas, pequeñas, sésiles. Los tépalos en forma de tapa, convirtiéndose en gruesos y esponjosos después de la floración.

## Taxonomía
Illecebrum verticillatum fue descrita por Carlos Linneo y publicado en Species Plantarum 1: 206. 1753.
Citología
Número de cromosomas de Illecebrum verticillatum (Fam. Caryophyllaceae) y táxones infraespecíficos: 2n=10
Sinonimia
- Bergeretia uliginosa Bubani
- Illecebrum atrorubens Thuill. ex Steud.
- Illecebrum verticillare Oken
- Paronychia verticillata Lam.[3]